# Beautiful Journey
A Beautiful Journey a dél-koreai F.T. Island együttes koreai nyelvű középlemeze, melyet 2010. augusztus 25-én jelentettek meg. Videóklip a Love, Love, Love című dalhoz készült.

## Számlista
| #  | Cím                                                                                                  | Dalszöveg | Zene                                                             | Hossz |
| -- | --- | --- | ---------------------------------------------------------------- | ----- |
| 1. | 사랑사랑사랑 Szarang, szarang, szarang (Sarang, sarang, sarang) (Love, Love, Love)                   | Kim Dohun (김도훈), I Szangho (이상호, Lee Sang-ho), Mario                                                                            | Kim Dohun, I Szangho (Lee Sang-ho)                               | 03:53 |
| 2. | 굳은 살이 박혀버려... Kudun szari pakhjoborjo (Gudeun sari bakhyeobeoryeo) (Calluses Being Stuck)    | Han Szongho (한성호, Han Seong-ho) | Han Szunghun (한승훈 , Han Seung-hun)                            | 03:31 |
| 3. | Baby Love                                                                                            | Han Szongho (Han Seong-ho) | Han Szongho (Han Seong-ho), Kim Dzsejang (김재양 , Kim Jae-yang) | 03:36 |
| 4. | 미친 듯이 너 하나만 Micshin dusi no hanaman (Michin deusi neo hanaman) (Crazily Looking Only at You) | Han Szongho (Han Seong-ho) | Kim Dzsejang (Kim Jae-yang)                                      | 03:50 |
| 5. | 돈키호테의 노래 Donkhihothei nore (Donkihoteui norae) (Don Quixote’s Song)                           | Han Szongho (Han Seong-ho), Han Gjonghje (한경혜, Han Gyeong-hye), Kim Hegjong (김해경, Kim Hae-gyeong), Han Szunghun (Han Seung-hun) | Han Szunghun (Han Seung-hun), Cshö Dzsonghun (Choi Jonghun)      | 03:27 |